# Антошина, Татьяна Андреевна
Татья́на Андре́евна Анто́шина (27 июля 1982, Москва) — российская шоссейная велогонщица, на профессиональном уровне выступает начиная с 2006 года. Неоднократная победительница и призёрша многих престижных многодневных гонок, семикратная чемпионка России, участница летних Олимпийских игр в Лондоне. На соревнованиях представляет российскую команду «RusVelo», мастер спорта международного класса.

## Биография
Татьяна Антошина родилась 27 июля 1982 года в Москве. Активно заниматься шоссейным велоспортом начала в раннем детстве, проходила подготовку в московской экспериментальной школе высшего спортивного мастерства и в училище олимпийского резерва № 2, в разное время тренировалась под руководством таких специалистов как Н. Н. Хитрук, С. Ф. Морозов, В. М. Герасимова. Состояла в физкультурно-спортивном обществе «Динамо».
Первого серьёзного успеха добилась в 2005 году, когда на чемпионате России выиграла бронзовую медаль в индивидуальной гонке с раздельным стартом. Год спустя повторила это достижение, ещё через год стала чемпионкой. В этот период выступала за итальянские профессиональные команды Fenixs, Gauss, Valdarno. На чемпионате мира 2008 года, прошедшем в итальянском городе Варезе, финишировала четвёртой в индивидуальной гонке, остановившись в шаге от призовых позиций. В следующем сезоне вновь была лучшей в индивидуальной гонке на чемпионате России, а на мировом чемпионате в Швейцарии заняла седьмое место в индивидуальной гонке.
В 2010 году Антошина стала чемпионкой России сразу в двух дисциплинах: индивидуальной и командной. Помимо этого в генеральных классификациях престижных многодневных гонок «Джиро делла Тоскана» и «Джиро д’Италия» заняла второе и восьмое места соответственно. В сезоне 2011 года выступала за голландскую команду Stichting Rabo Women Cycling Team, разместилась на первой строке в генеральных классификациях таких многодневок как «Грация Орлова» в Чехии и «Трофи д’Ор» во Франции, была второй в женских «Туре Фландрии» и «Туре Лимузена», пятой в «Джиро д’Италии», выиграла бронзу на чемпионате России. Благодаря череде удачных выступлений удостоилась права защищать честь страны на летних Олимпийских играх 2012 года в Лондоне, где впоследствии показала двенадцатый результат в индивидуальной гонке и двадцать пятый в групповой.
Сезон 2013 года провела в итальянской команде MCipollini-Giordana, стала второй в генеральной классификации многодневных гонок «Тур Лангедок-Руссильон» и «Тур Лимузена» во Франции, была третьей в общем зачёте многодневки «Джиро дель Трентино» в Италии, одержала победу среди раздельщиц в зачёте национального первенства. В 2014 году подписала контракт с российской профессиональной командой «RusVelo», участвовала в таких многодневных гонках как «Вуэльта Коста-Рики», «Вуэльта Сальвадора», «Джиро д’Италия», приняла участие в чемпионате мира в Испании, в пятый раз завоевала титул чемпионки национального первенства в гонках с раздельным стартом.
За выдающиеся спортивные достижения удостоена почётного звания «Мастер спорта России международного класса».
В мае 2017 года Международный союз велосипедистов (UCI) дисквалифицировал Татьяну Антошину за нарушение антидопинговых правил. Срок дисквалификации спортсменки составил четыре года. Антошина сдала положительный допинг-тест в мае 2016 года. В её организме были обнаружены следы гормонов роста.

### Статистика выступления наГранд-турах
| Гонка / Год          | 2005           | 2006 | 2007 | 2008 | 2009 | 2010 | 2011           | 2012           | 2013           | 2014           | 2015           |
| -------------------- | -------------- | ---- | ---- | ---- | ---- | ---- | -------------- | -------------- | -------------- | -------------- | -------------- |
| Рут де Франс феминин | не проводилась | 55   | —    | 5    | 19   | DNF  | —              | —              | 9              | DNF            | DNF            |
| Тур де л'Од феминин  | 28             | —    | 38   | 32   | 13   | 17   | не проводилась | не проводилась | не проводилась | не проводилась | не проводилась |
| Джиро д’Италия Донне | —              | 62   | DNF  | 18   | 12   | 8    | 5              | 19             | 13             | 17             | —              |

### Рейтинги
| Год                 | 2009  | 2010 | 2011 | 2012 | 2013 | 2014 | 2015 | 2016  | 2017 | 2018 | 2019  | 2020  | 2021  |
| ------------------- | ----- | ---- | ---- | ---- | ---- | ---- | ---- | ----- | ---- | ---- | ----- | ----- | ----- |
| Мировой рейтинг UCI | 108-й | 31-й | 11-й | 98-й | 9-й  | 84-й | 38-й | 248-й | -    | -    | 820-й | 496-й | 151-й |
| Мировой кубок UCI   | -     | -    | 10-й | -    | -    | -    | -    |       |      |      |       |       |       |
|                     |       |      |      |      |      |      |      |       |      |      |       |       |       |
| Источник: UCI       |       |      |      |      |      |      |      |       |      |      |       |       |       |